# Bara roligt i Bullerbyn (film)
Bara roligt i Bullerbyn är en svensk film från 1961 i regi av Olle Hellbom. Filmen var en ihopklippt filmversion av TV-serien Alla vi barn i Bullerbyn.

## Rollista
- Kaj Andersson – Bosse, bor i Mellangården
- Jan Erik Husbom – Olle, bor i Sörgården
- Tomas Johansson – Lasse, Bosses bror, bor i Mellangården
- Elisabeth Nordkvist – Anna, bor i Norrgården
- Lena Wixell – Lisa, Lasses och Bosses syster, bor i Mellangården
- Kim Åsberg – Britta, Annas syster, bor i Norrgården
- Tove Hellbom – Kerstin, Olles lillasyster, bor i Sörgården